# 筑波山

筑波山（つくばさん）是位於日本關東地方南部，筑波市北端的一座標高877公尺的山峰。由位於西側的男體山（標高871m）和位於東側的女體山（標高877m）組成。其優美的山體常被拿來同富士山相比，有「西富士、東筑波」之稱。是日本百名山之一。

## 其他
1941年12月2日下令攻擊珍珠港的密碼「ニイタカヤマノボレ」（攀登新高山），相反地，若密碼是「ツクバヤマハレ」（筑波山晴天），則代表攻擊中止。

## 图片集

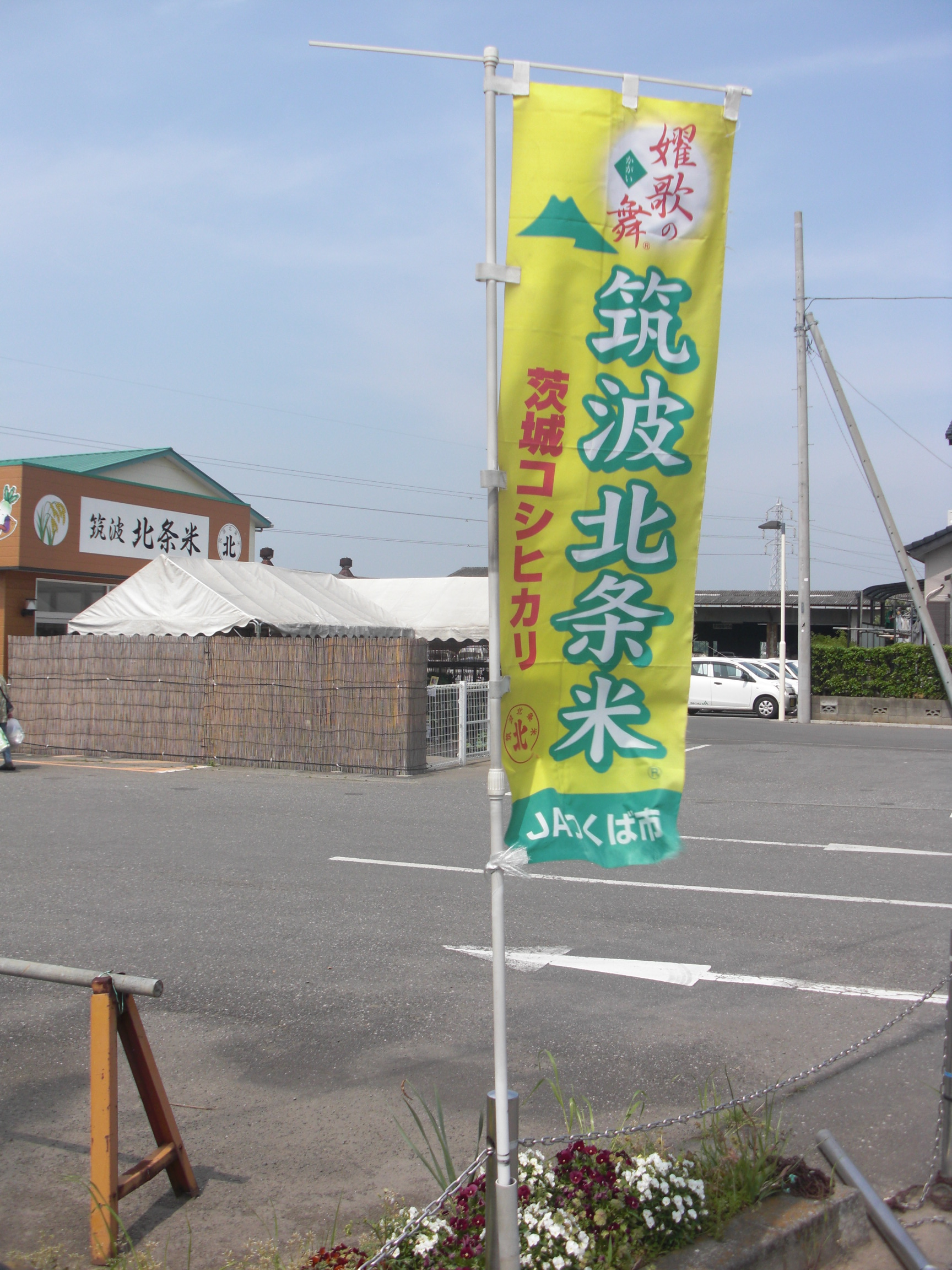
筑波山下盛產北條米
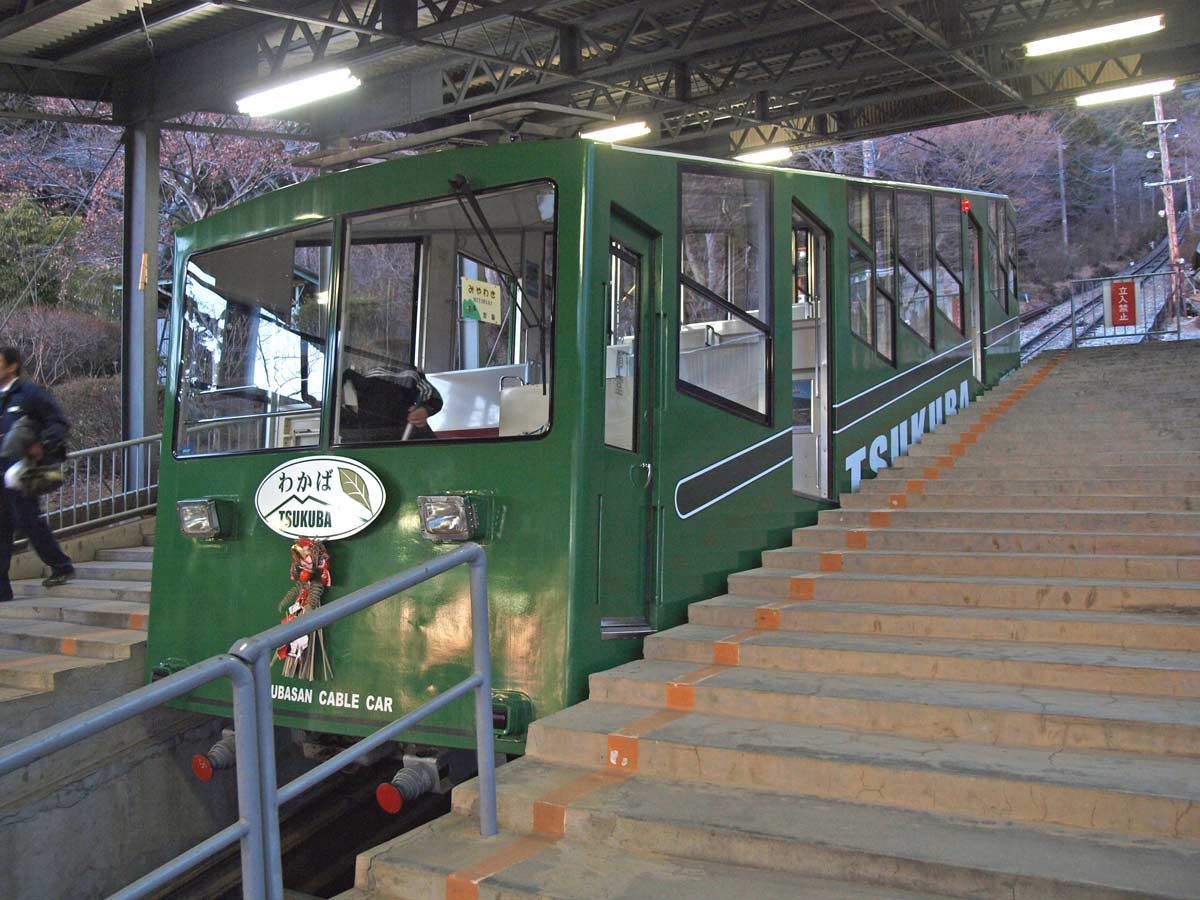
登山火車

## 相關項目
- 水鄉筑波國定公園